# Agouticarpa spinosa
Agouticarpa spinosa är en måreväxtart som beskrevs av Claes Håkan Persson och Piero G. Delprete. Agouticarpa spinosa ingår i släktet Agouticarpa och familjen måreväxter.
Artens utbredningsområde är Peru. Inga underarter finns listade i Catalogue of Life.